# Mimosa morroensis
Mimosa morroensis är en ärtväxtart som beskrevs av Rupert Charles Barneby. Mimosa morroensis ingår i släktet mimosor, och familjen ärtväxter. Inga underarter finns listade i Catalogue of Life.